# 坂越まち並み館
坂越まち並み館（さこしまちなみかん）は、兵庫県赤穂市の坂越にある資料館兼観光案内所。
1997年に都市景観大賞に選ばれたことにより景観形成地区に指定された坂越地区のメインストリート「大道（だいどう）」のほぼ中央に位置する。1994年12月26日に開館した。

## 概要
大正時代に奥藤銀行坂越支店として建設された木造の建屋で、坂越の町並みの保全・創造のシンボルの一つとなっている。
館の外観は昔の風情を残す方向で壁や屋根などに補修整備がなされており、館内1階では坂越の名所・旧跡、特産品に関する資料が展示されているほか、かつて銀行であったことを示す古いアメリカ製の大金庫が置かれている。
2階は竹野地仕上げの屋根裏を展示保存している。

## 建築概要
- 構造・規模 - 木造、地上2階建、本瓦葺、寄棟造、しっくい壁
- 敷地面積 - 223.570m2
- 延床面積 - 1階 138.522m2、2階 133.398m2
- 間取り
  - 1階 - 展示室、サロン、資料室、事務所
  - 2階 - 多目的室、和室2間

## 利用情報
- 開館時間 - 10:00～16:00
- 休館日 - 火曜日（祝日と重なった場合はその翌日）、年末年始（12/28～1/4）
- 入館料 - 無料

## 所在地
〒678-0172 兵庫県赤穂市坂越1446-2

## 交通アクセス
- JR西日本赤穂線 坂越駅 徒歩15分

## 周辺情報
- 坂越 （都市景観100選）
  - 坂越まち並み館、旧坂越浦会所、奥藤酒造郷土館、大避神社、妙見寺、妙道寺、児島高徳朝臣の墓、坂越浦城跡、茶臼山城跡、船岡園、みかんのへた山古墳、海の駅しおさい市場、千種川 （名水百選）
- 生島 （国の天然記念物、瀬戸内海国立公園）
  - 秦河勝の墓
- 御崎 （瀬戸内海国立公園）